# Salta pinnar

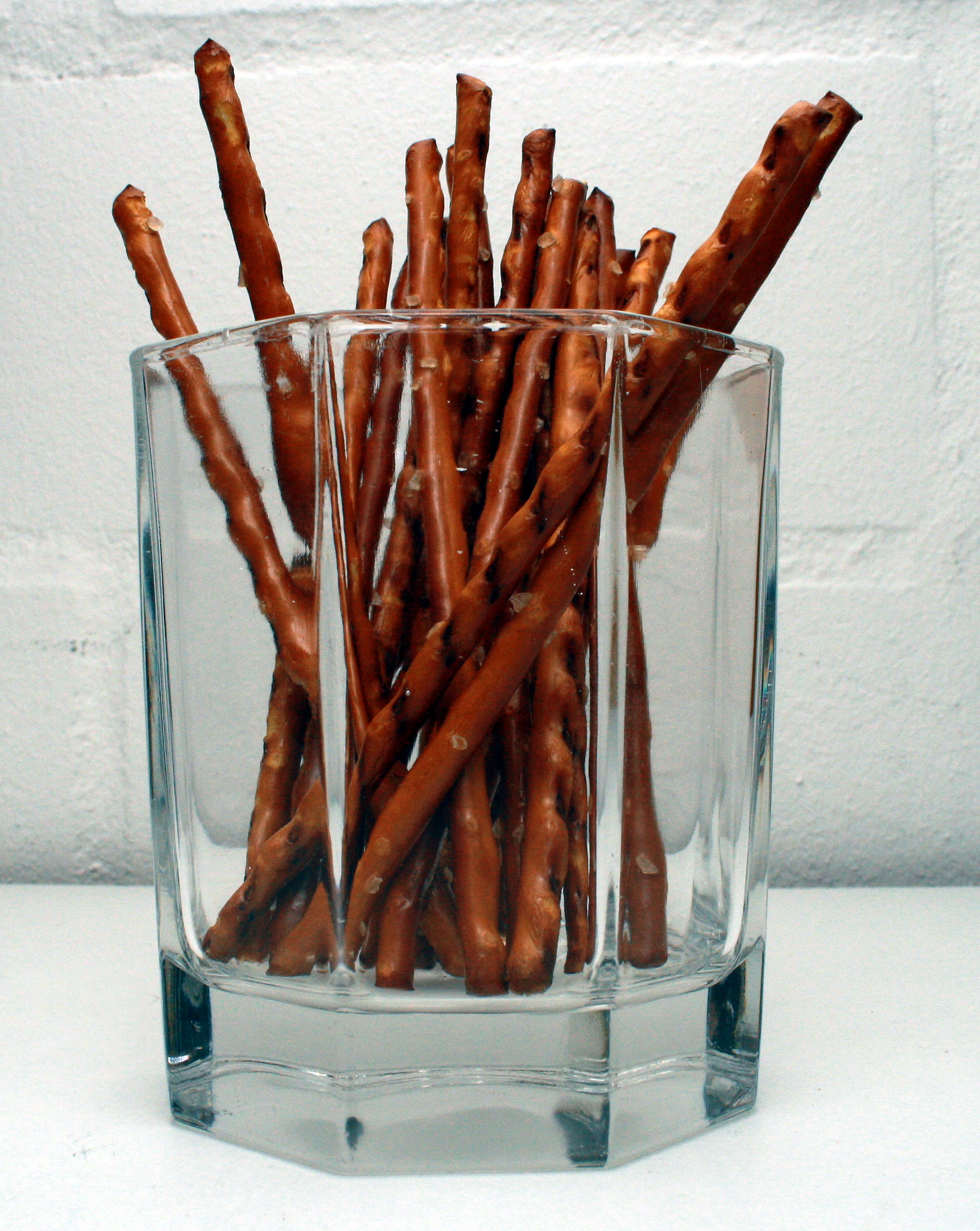
Salta pinnar.

Salta pinnar är ett krispigt tilltugg med pinnliknande utseende, garnerade med grova saltkorn. Grundingredienserna i salta pinnar är vetemjöl, vegetabiliskt fett, jäst och salt.
Salta pinnar är en utveckling av de salta kringlor som kristna tyskar förde med sig till USA under 1700-talet. Många salta pinnar som säljs i Sverige tillverkas i Tyskland och Österrike.